# Trần Thái (nhà Thanh)
Trần Thái (chữ Hán: 陈泰, ? – 1655), người thị tộc Nữu Hỗ Lộc, thuộc Mãn Châu Tương Hoàng kỳ, quan viên, tướng lĩnh nhà Thanh trong lịch sử Trung Quốc.

## Thân thế
Ông nội là Ngạch Diệc Đô - 1 trong 5 trọng thần của Thanh Thái Tổ Nỗ Nhĩ Cáp Xích.
Cha là Triệt Nhĩ Cách - con trai thứ ba của Ngạch Diệc Đô, truyện của ông được chép phụ vào truyện của em trai Đồ Nhĩ Cách.
Triệt Nhĩ Cách từ sớm đã theo Nỗ Nhĩ Cáp Xích chinh chiến, thụ thế chức "Kỵ đô úy" , phong Tam đẳng A Đạt Cáp Cáp Phiên . Năm 1625, có công chinh chiến Ngõa Nhĩ Khách Bộ tấn Tam đẳng Ngang bang Chương kinh. Năm 1626, nhậm Đô thống Mãn Châu Tương Bạch kỳ. Năm 1631, nhậm Thừa chính  của Hình bộ. Năm 1640 nhậm Thừa chính của Hộ bộ. Năm 1643 thụ thế chức Ngưu lộc Chương kinh. Năm 1645 có công theo Đa Nhĩ Cổn suất quân nhập quan, được phong Nhất đẳng Tha Sa Lạt Cáp Phiên . Mất cùng năm 1645.
Sử cũ không cho biết Trần Thái có bao nhiêu anh em, chỉ ghi nhận 2 người là Pháp Cố Đạt, Lạp Cáp Đạt; hơn nữa cũng không nói rõ thứ tự của ông. Pháp Cố Đạt được nhận thế chức của cha; Lạp Cáp Đạt có truyện riêng.

## Cuộc đời

### Thời Hoàng Thái Cực
Ban đầu Trần Thái được thụ chức Ba Nha Lạt Giáp lạt Chương kinh , tham gia đánh nhà Minh, tấn công Cẩm Châu, đánh tan quân cứu viện từ Ninh Viễn. Trần Thái đi trước, xông thẳng vào trận địch, chém người cầm cờ, lấy cờ đem về.
Năm Thiên Thông thứ 3 (1629), Trần Thái theo Hoàng Thái Cực đánh nhà Minh, uy hiếp Yên Kinh, đóng đồn bên ngoài cửa Đức Thắng, tấn công lũy của Viên Sùng Hoán, trúng mai phục, hăng hái chiến đấu, chạy thoát trở về, còn lấy được nhiều quắc (tai hay tay của địch).
Năm thứ 5 (1631), Trần Thái tham gia Trận Đại Lăng Hà, Giám quân đạo Trương Xuân của Minh đến cứu viện, ông mai phục, bắt được lính tuần canh của địch, quay lại để đem bộ quân đến đánh, diệt hết kẻ địch.
Năm Sùng Đức đầu tiên (1636), Trần Thái tham gia đánh Triều Tiên, cùng Mai lặc Ngạch chân  Tát Mục Thập Khách trong đêm tập kích doanh của Hoàng Châu thủ tướng.
Năm thứ 3 (1638), Trần Thái tham gia đánh nhà Minh, đánh bại quân Minh ở Phong Nhuận, tấn công và đánh hạ doanh của thái giám Phùng Vĩnh Thịnh, tổng binh Hầu Thế Lộc; còn đem 30 binh Ba Nha Lạt đánh bại hơn trăm kỵ binh Minh.
Năm thứ 5 (1640), Trần Thái tham gia vây Cẩm Châu, tấn công Hạnh Sơn, đánh bại quân địch, giành lấy gia súc.
Năm thứ 6 (1641), quân Thanh lại vây Cẩm Châu, Trần Thái tham gia đánh bại quân Minh của Tùng Sơn. Lính Thanh đi kiếm củi, bị quân Minh vây khốn, Trần Thái soái binh ra cứu, bị tập kích phía sau; ông lần lượt phá địch, rồi chiếm được quách ngoài của Cẩm Châu. Trần Thái được trao thế chức Ngưu lục Chương kinh , tiến làm Tam đẳng Giáp lạt Chương kinh.
Năm thứ 7 (1642), quân Thanh lại vây Cẩm Châu, Trần Thái tham gia đào hào ngăn chặn Tùng Sơn. Quân Minh trong đêm xâm phạm doanh Mông Cổ Chính Hoàng kỳ, Trần Thái đến cứu, đánh đuổi được.
Năm thứ 8 (1643), Trần Thái tham gia đánh nhà Minh, đánh bại tổng binh Mã Khoa ở Hồn Hà, dựng cầu nổi đưa đại quân vượt sông. Tổng đốc Phạm Chí Hoàn của Minh chống cự, Trần Thái đánh bại ông ta. Quân Thanh tiến xuống Sơn Đông, Trần Thái đem một cánh quân hạ 3 huyện Đông A, Vấn Thượng, Ninh Dương, được tiến thế chức lên nhị đẳng.

### Thời Thuận Trị
Năm Thuận Trị nguyên niên (1644), Trần Thái theo đại quân vào quan, đánh phá Lý Tự Thành, được tiến thế chức lên Nhất đẳng.
Năm thứ 4 (1647), Trần Thái được thụ chức Lễ bộ Thị lang; theo Bình Nam Đại tướng quân Khổng Hữu Đức thu Hồ Quảng, chiến đấu ở Kinh Châu, đánh phá tướng Nam Minh là Nhất chích hổ Lý Xích Tâm. Bấy giờ Lỗ vương Chu Dĩ Hải của nhà Nam Minh sai tướng là bọn Trịnh Thái, Nguyễn Tiến tiến đánh Phúc Kiến, trước sau chiếm được 3 phủ, 1 châu, 27 huyện. Triều đình phong cho Trần Thái chức Tĩnh Nam Tướng quân, cùng Mai lặc Ngạch chân Đống A Lãi soái quân đánh dẹp, phá được tướng Nam Minh là Tào Đại Hạo, Trương Diệu Tinh, giành lại 2 huyện Đồng An, Bình Hòa.
Năm thứ 5 (1648), tháng 3, Trần Thái giành lại Hưng Hóa, Trịnh Thái trốn ra biển; ông giành lại Trường Lạc, Liên Giang, bắt được bọn tổng đốc Cố Thế Thần 17 người của Nam Minh, đem chém họ. Quân Thanh giành lại gần hết những nơi đã bị Lỗ vương Chu Dĩ Hải chiếm lấy, bình xong Phúc Kiến. Trần Thái đưa quân trở về, được thụ chức Ba Nha Lạt Đạo Chương kinh , tiến Nhị đẳng A Tư Cáp Ni Cáp Phiên . Gặp ân chiếu, Trần Thái được tiến thêm đến Tam đẳng Tinh Kỳ Ni Cáp Phiên  kiêm Bái Tha Lạt Bố Lặc Cáp Phiên , thăng làm Hình bộ Thượng thư.
Năm thứ 8 (1651), Trần Thái được điều làm Lại bộ Thượng thư, thụ chức Quốc sử viện Đại học sĩ. Triều đình cho rằng Trần Thái nhờ vào dâng lên tôn hiệu cho Hiếu Trang thái hậu mà được ân chiếu tăng nhầm khoản mục xá tội, chịu bãi nhiệm; còn cho rằng bộ Lại phong tặng tổ tiên, thăng tập con cháu quá lạm, khiến ông chịu giáng thế chức làm Nhất đẳng A Đạt Cáp Cáp Phiên .
Năm thứ 9 (1652), Trần Thái được làm Lễ bộ Thượng thư, sung làm Hội thí Chủ khảo quan, thụ chức Cố sơn Ngạch chân  của Mãn Châu Tương Hoàng kỳ, đặc mệnh tiến thế chức làm Nhị đẳng Tinh Kỳ Ni Cáp Phiên .
Năm thứ 10 (1653), Thuận Trị đế cho rằng Hồ Quảng chưa định, phái Đại học sĩ Hồng Thừa Trù tái xuất làm Kinh lược; ông ta đến nhiệm sở, dâng sớ đề nghị kềm chế quân Nam Minh có gốc là nghĩa quân Trương Hiến Trung ở Hồ Nam, đánh dẹp quân Nam Minh có gốc là nghĩa quân Lý Tự Thành ở Hồ Bắc. Vì thế Thuận Trị đế thụ Trần Thái làm Ninh Nam Tĩnh Khấu Đại Tướng quân, cùng bọn Cố sơn Ngạch chân Lam Bái, Tể Tịch Cáp, Ba Nha Lạt Đạo Chương kinh  Tô Khắc Tát Cáp cầm binh trấn giữ Hồ Nam.
Năm thứ 11 (1654), Trần Thái lại được thụ chức Lại bộ Thượng thư.
Năm thứ 12 (1655), thủ lĩnh cựu nghĩa quân Đại Tây Tôn Khả Vọng sai tướng là bọn Lưu Văn Tú, Lư Minh Thần, Phùng Song Lễ đem 6 vạn thủy quân chia nhau xâm phạm Nhạc Châu, Vũ Xương. Lưu Văn Tú đem tinh binh tấn công Thường Đức, Trần Thái sai Tô Khắc Tát Cáp đặt mai phục để đợi, Giáp lạt Ngạch chân Hô Ni Nha La Hòa đảm nhiệm tiền phong, bọn Giáp lạt Ngạch chân Tô Bái, Hi Phúc đem thủy quân nghênh chiến, đại quân theo sau. Quân Thanh đánh 3 hiệp đều thắng, quân Nam Minh tiếp tục bày chiến hạm chống lại; bọn Trần Thái phóng hỏa đốt thuyền địch, giành được đại thắng, còn điều riêng một cánh binh đánh bại quân Nam Minh dưới Đức Sơn. Quân Thanh tiến đến Long Dương, gặp 2000 binh Nam Minh kéo tới; quân Thanh hăng hái đánh trả, khiến địch tan chạy. Lư Minh Thần chết đuối, Phùng Song Lễ bị thương, cùng Lưu Văn Tú bỏ trốn. Bọn Trần Thái thu hàng hơn 40 bì tướng, hơn 3000 binh. Luận công, Trần Thái được tiến làm Nhất đẳng Tinh kỳ Ni Cáp Phiên kiêm Tha sa lạt cáp phiên .
Chưa được bao lâu, Trần Thái mất ở trong quân. 1 năm sau, ông được truy thụy "Trung Tương" (忠襄).

## Hậu sự
Sau khi quân đội trở về, vào tháng 1 năm sau (1656), Thuận Trị đế đãi tiệc chư tướng, gạt nước mắt rót rượu, truyền dụ bọn học sĩ Ma Lặc Cát, thị vệ Giác La Tháp Đại làm văn tế Trần Thái, khiến chư tướng cho đến thị tòng đều cảm động chảy nước mắt.
Trần Thái được ban lễ Tứ táng, đặt thụy là  "Trung Tương" (忠襄). Thời Càn Long, hậu duệ của Trần Thái được định phong Nhất đẳng Tử.